# لويس هينستروزا
لويس هينستروزا (مواليد 1 ديسمبر 1992) هو لاعب كرة قدم كولومبي، يلعب في مركز الجناح في نادي الصفا السعودي.

## روابط خارجية
- لويس هينستروزا على موقع قاعدة بيانات كرة القدم.إي يو (الإنجليزية)
- لويس هينستروزا على موقع Soccerway.com (الإنجليزية)